# روبرت مکرتچیان
روبرت مکرتچیان (Ռոբերտ Մկրտչյան؛ ) یک سیاستمدار اهل ارمنستان است که از تاریخ ۱۹۹۱ تا تاریخ ۱۹۹۱ در دولت وازگن مانوکیان سمت وزیر صنایع سبک ارمنستان را برعهده داشت.